# NGC 959
NGC 959 è una piccola e vicina galassia a spirale situata nella costellazione del Triangolo, a una distanza di circa 38 milioni di anni luce dalla nostra Via Lattea.

## Scoperta
La galassia è stata scoperta il 9 novembre 1876 dall'astronomo francese Édouard Stephan.

## Descrizione

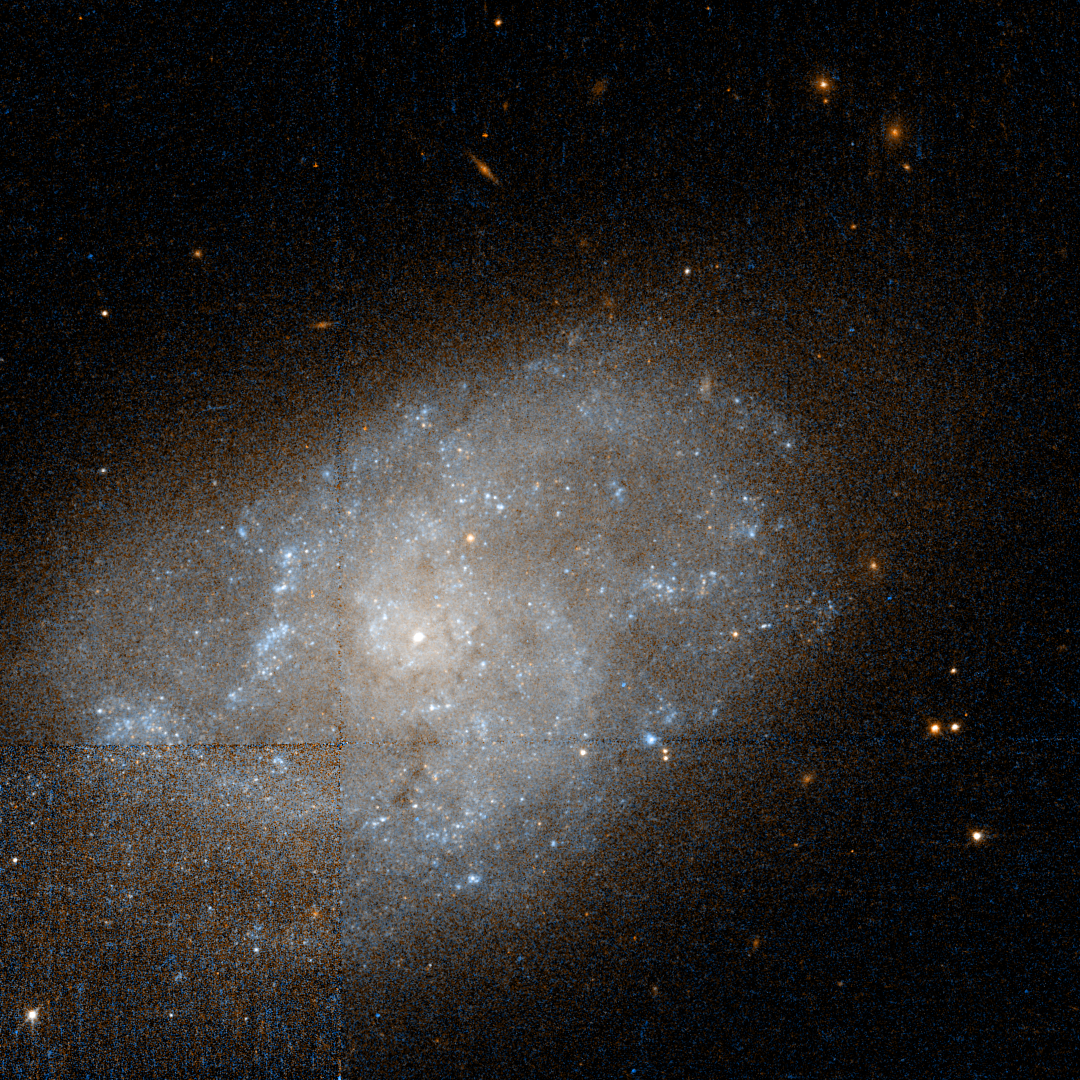
NGC 959 ripresa dal Telescopio spaziale Hubble

NGC 959 ha una classe di luminosità IV-V e presenta una larga riga a 21 cm dell'idrogeno neutro.
Nella galassia sono presenti anche regioni di idrogeno ionizzato.
Le nitide immagini riprese dal Telescopio spaziale Hubble hanno permesso di comprendere un po' meglio la struttura di questa piccola galassia.

## Gruppo di NGC 1023
NGC 959 fa parte del Gruppo di NGC 1023 situato nel Superammasso della Vergine a cui appartiene anche il nostro Superammasso locale. Il gruppo comprende tra le altre, le galassie NGC 891, NGC 925, NGC 949, NGC 1003, NGC 1023, NGC 1058 e IC 239.